# 遗华日侨

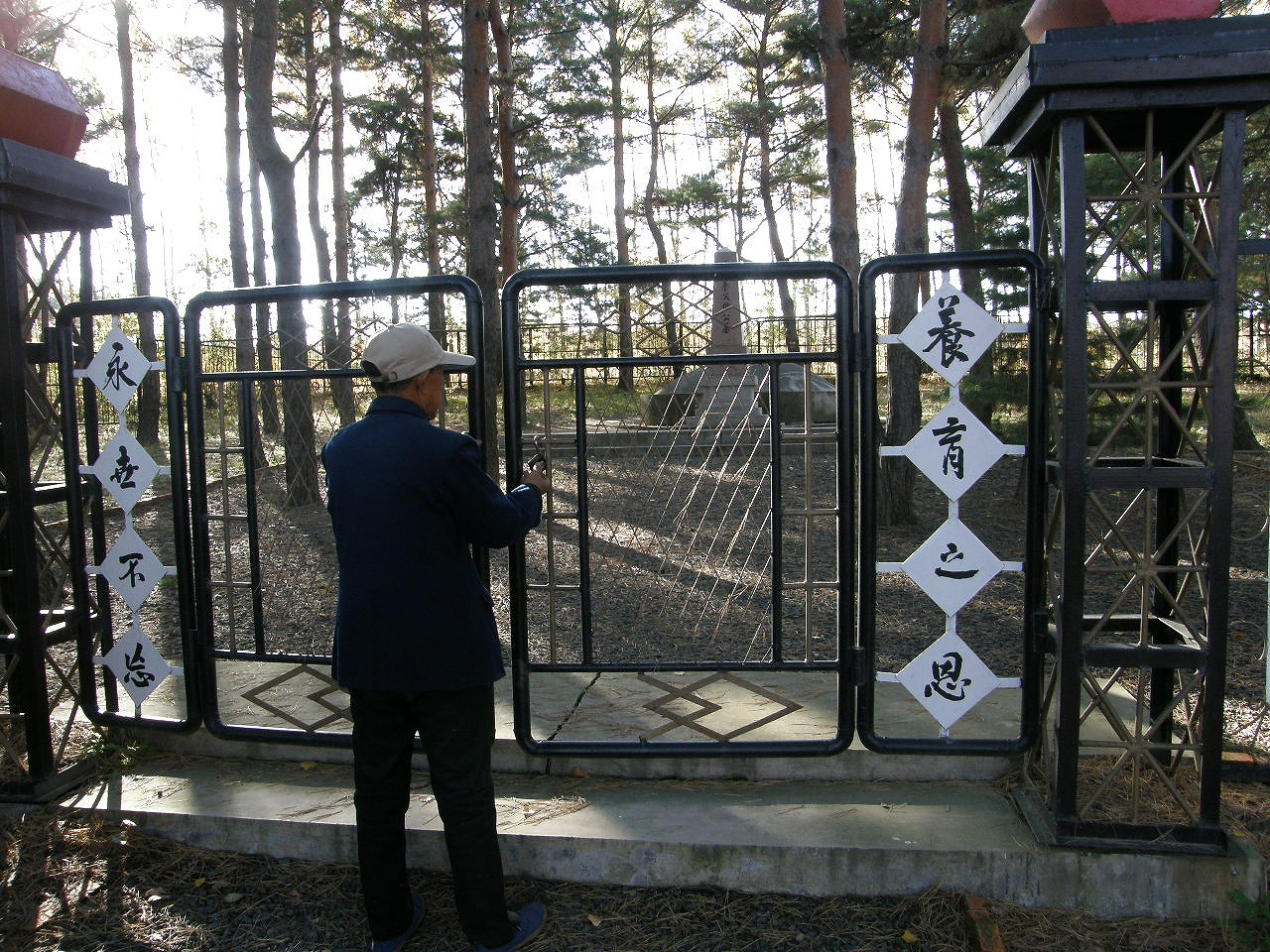
中國黑龍江省方正县中日友好园林内的中国养父母公墓

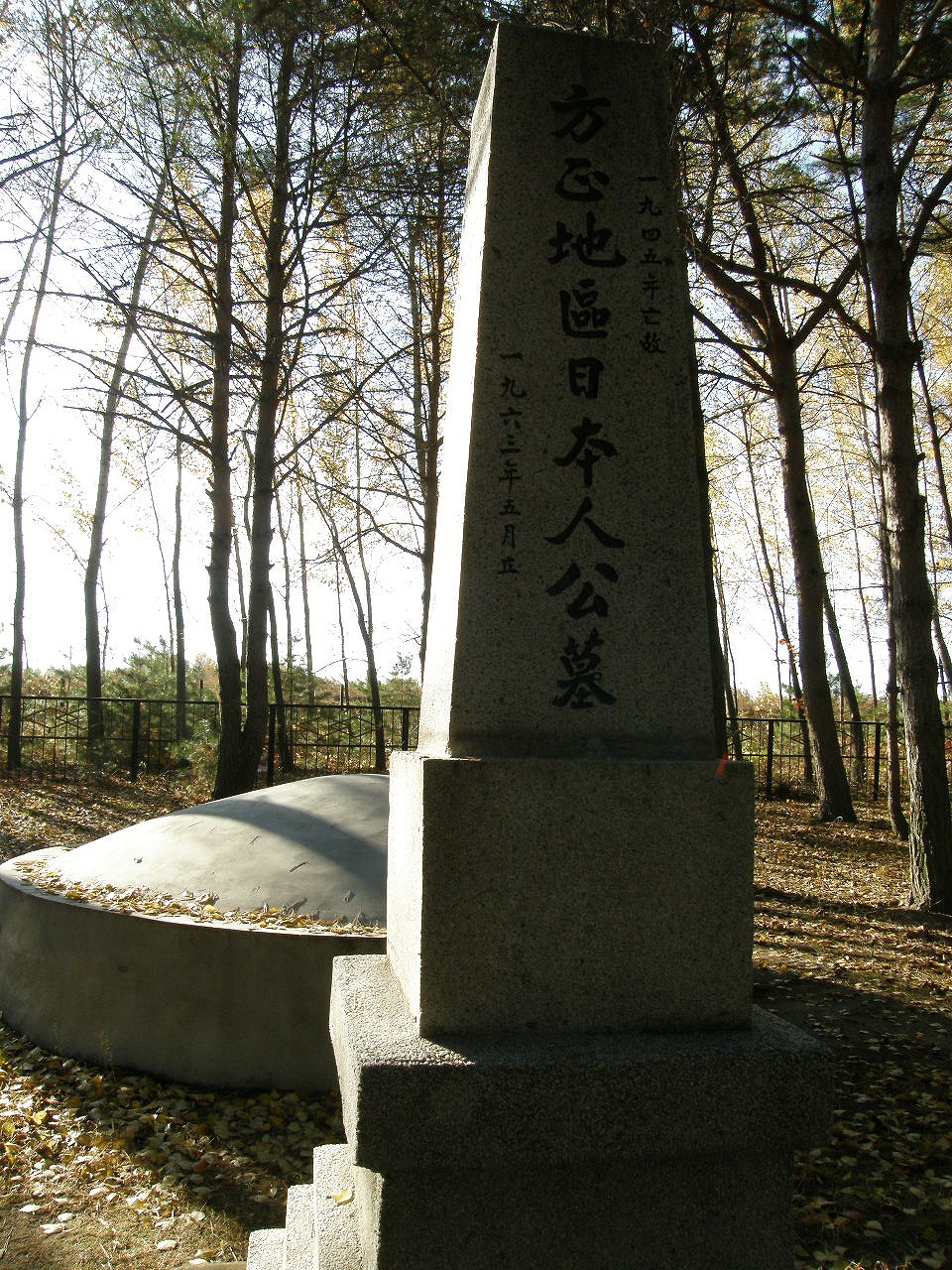
中日友好园林内的“方正地区日本人公墓”碑

遺華日僑，又稱遺華日本人、滯華日僑、滯華日本人、遺中日僑、遺中日本人或遺中日僑（日语：中国帰国者、残留日本人、中国残留日本人、中国在留邦人），是指二戰日本投降後未有在戰後遣返行動中歸國並遗留在中國的日本侨民，主要成分是舊日本軍官兵家眷或日俄戰爭後移居到中國的日本国策移民。
相較於苏联遠東、庫頁島及朝鮮，二戰遺留在中國東北（原满洲国）的日本人人數庞大，超过150万人。在当时混乱的时局下，有8万余人因饥饿、寒冷、瘟疫等原因丧命。1945年冬季过后，仍留存有145万人。1946年起，在美军及中国共产党的参与下，国民政府开始遣返东北日侨，绝大部分日侨顺利回国。1949年中华人民共和国成立时，中国大陆尚余4万余人。与朝鲜人不同，新政府并不承認遺華日僑為少數民族。同时，新政府委派中日民间组织继续组织遣返剩余日侨。其后，在中国的遗留者是为战后遗华日侨的极少数。1958年后，人数应不足万人。
据不完全统计，中国民众在战后收养的日本遗孤有4,000余人。他们大部分生活在中国东北和内蒙古，這些人多已融入當地家庭。1972年中日邦交正常化后，包括日本遗孤在内的遗留者大部分返回日本生活，并取得日本國籍。

## 背景
1945年8月9日，苏联红军在八月風暴行動中迅速攻入中国东北，日本政府在匆忙制定《對蘇作戰計劃要綱》時未提及對日僑的保護，而關東軍也由於軍力不夠，下達了「全民動員」的指令，徵召了開拓團的所有的十八歲到四十五歲的男性，僅留下了老人、婦女和孩子。另外一方面，在日本政府的現地定居方針中指示「為備戰後滿洲國的復興及重建，關東軍總司令官將制訂一個使可能多的日僑派留在中國大陸的計劃」，而當時政府和關東軍迫於戰況危急，對當地實行消息封鎖，因此開拓團對戰況一無所知。在戰鬥爆發後，管理當地日僑的關東軍急著向後方大量後撤軍人和軍屬，未有對日僑做出任何保護。缺少军队保护的日侨们，被迫紧急撤退，向大连及丹东等地集结，以期乘船回国，从而出现了百万逃难大军。据调查，日本遗侨中的绝大多数是开拓团在撤退时遗留下来的，特别是分散于吉林、黑龙江的开拓团民们（其中多为妇孺老弱）。

## 1945年起的日本侨俘遣返
苏军进占中国东北地区后，对关东军外的日本籍移民没有遣返措施。当时在中华民国政府、中国共产党、苏军分别控制的东北地区，共计有130余万日本人。1946年起，在中华民国政府、中国共产党、美国政府三方协商下，开始遣返日侨，即葫芦岛日侨大遣返。其后，又通过大连港遣返苏军控制地区的日侨。1946年，国共双方停战期间，已完成九成日侨遣返。伴随第二次国共内战，葫芦岛日侨大遣返持续至1948年。

## 1950年代后的遗华日侨

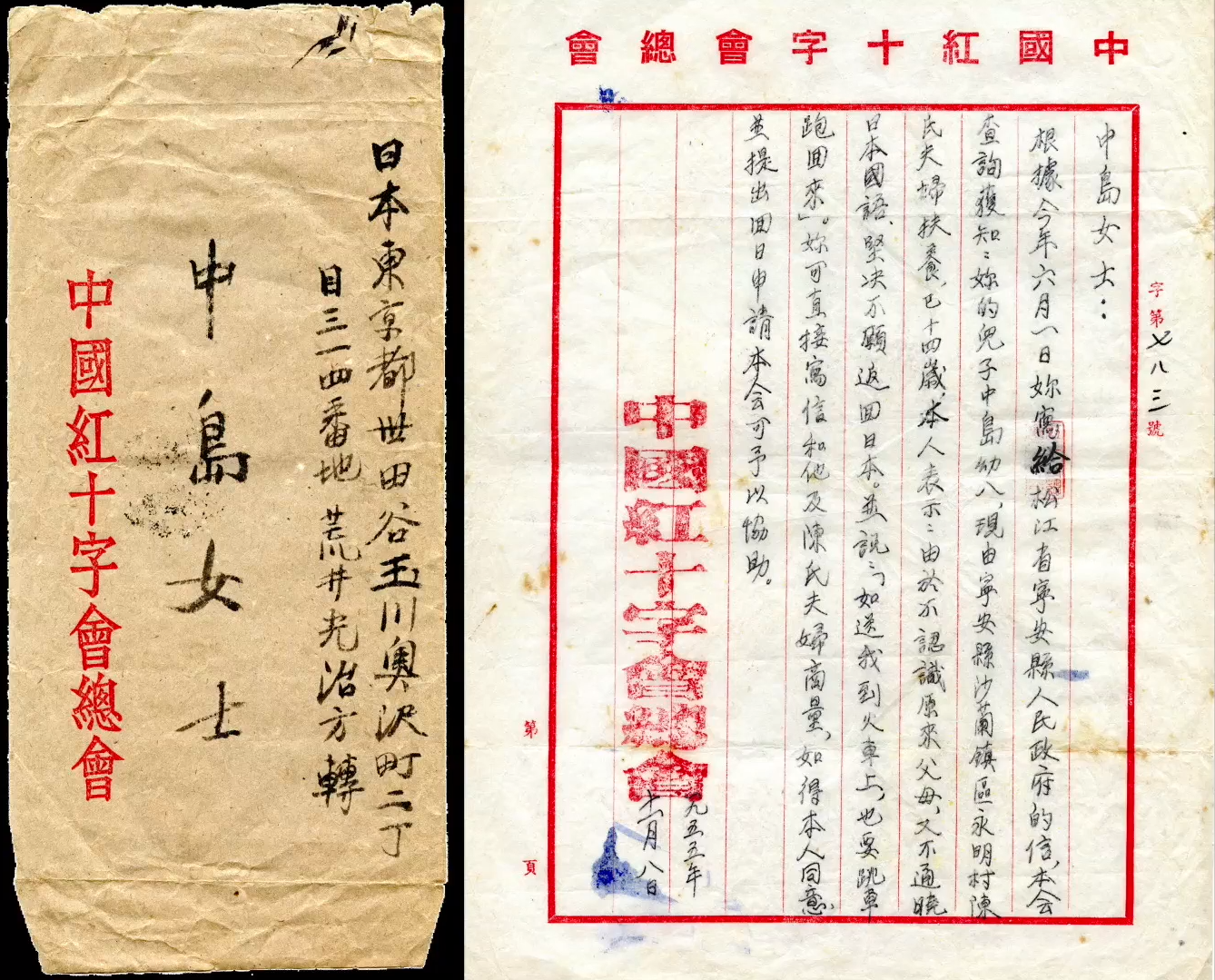
1955年，中国红十字会回覆日本在华遗孤——中岛幼八生母中岛女士的回函。中国红十字会是遣返日侨事宜中中国方面的参与者。

1949年，中华人民共和国建立后，新政府与日本之间并无正式外交关系。1952年，中华人民共和国政府指定日本红十字会、日中友好协会、日本和平联络委员会为交涉日侨遣返事宜的日方团体。中华人民共和国方面由中国红十字会参与。至1957年时，共计17船次，2万6千多名日侨遣返回日本。1958年，因長崎國旗事件，两国关系恶化、断绝。日侨遣返事宜停止两年。
在1950年时，日本政府对中国东北的滯留者统计是26,492人，直至1958年還有22,187人。1959年日本政府公佈《關於未歸還者的特別措施法》（未帰還者に関する特別措置法施行令），將在中國沒有任何消息的未歸還者宣告為戰時死亡，對家人發放三万日圓弔慰金，並取消其戶籍。中国方面研究者认为，日本政府此举给日后确认日侨身份带来很大的负面影响。
1972年，中日邦交正常化后，双方重新开始遣返日侨工作。日本政府將遺華日僑分為兩類：現在擁有日本國籍，但在1945年9月2日以前來到中國大陸並在中國大陸定居，在1945年9月2日以前就擁有日本國籍的人，又或者父母在1945年9月2日以前來到中國大陸，本人在中國大陸出生定居，直到現在仍然擁有日本國籍的人，均屬於「日本籍殘留日本人」。1945年9月2日以前擁有日本國籍，現在擁有中國國籍，並且在1945年9月2日以前來到中國大陸並定居在中國大陸的人；或者父母在1945年9月2日以前來到中國大陸，本人在中國大陸出生成長並定居在中國大陸，現在也擁有中國國籍的則屬於「中國籍殘留日本人」。
日本厚生勞動省在1985年3月制定了一套針對遺華日僑的「身份擔保人制度」，規定遺華日僑必須征得其日本親族的同意才可以在日本居留。然而由于各种原因，許多人均拒絕做「身份擔保人」。1989年，日本國會通過《入境管理及難民認定法》，限制遗华日侨歸國時只有與日本人有血緣關係的嫡子才能夠一同取得國籍，而那些被收養的遗华日侨的養子、繼子則被排除在外。由于有十位不符合規定的日本残留妇女在回国後被扣留在日本机场，引起了日本国内民众的注意和不满。迫于国内压力，1995年日本政府實施了《中國殘留邦人援助法》，國家將承擔遺華日僑的回國事務。据日本厚生勞動省提供的资料，1972－1995年間赴日定居的残留孤儿有2,171人，携带配偶和子女人数达7,801人。　
當年日本帝國政府為了穩定移民，把來自日本各地的少女經過短暫的培訓，陸續送到东北。当中的女性，也包括日本開拓團民的妻子、女兒和從日本派送到中国东北的女學生和大陸新娘。由於她们的丈夫和親人大多在戰爭中死亡，大部分女性在之後為了生存而進入了當地人的家庭，並在此後以东北地區為家，后来也有一部分辗转回国。在中日邦交正常化後，日本厚生勞動省將在第二次世界大戰尾聲時，日軍從中國大陸撤退和遣返期間被中國人收養，且未滿十三歲的日本人定義為遺孤，對他們發放日本國籍和援助回國，而十三歲以上的如是為了生存或自願加入中国东北家庭的日本女性，則視為是根據自己的意願而留在东北，故未能獲得上述待遇，是為「殘留妇女」。1993年，該差別政策被取消，遺孤和殘留妇女一同視做歸國的援助對象。

## 归国后的问题

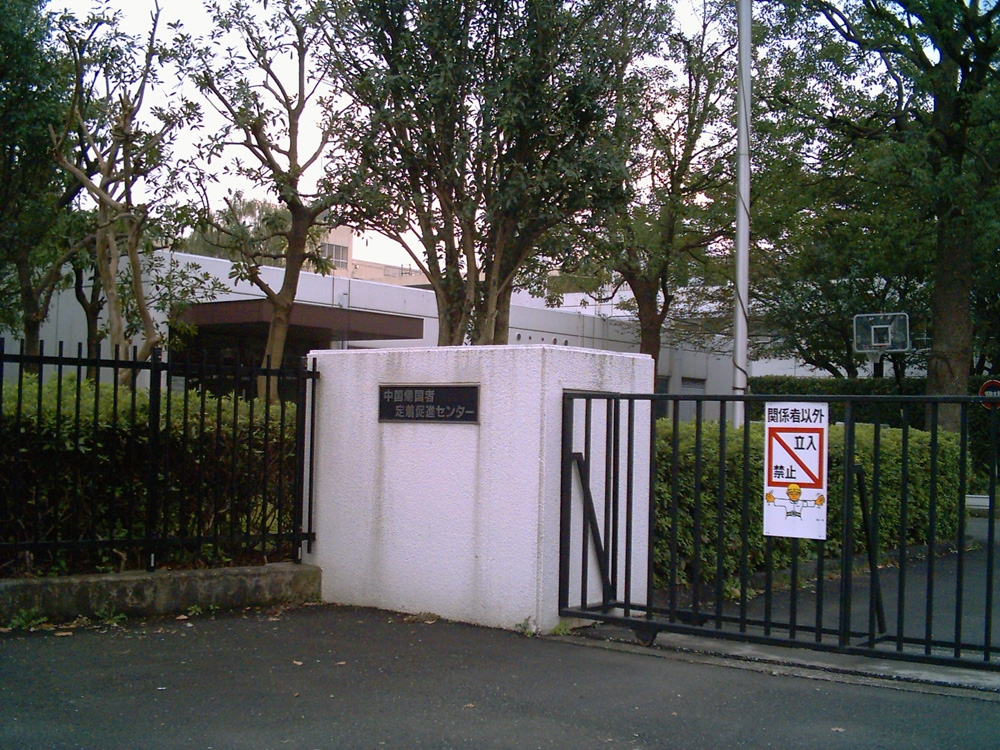
日本埼玉縣所澤市
中國歸國者・定住促進中心

由于遗华日侨長期在中國生活，与日本社会分离，而且思想和价值观长期受到中国的影響，又未能掌握日语能力和習慣日本的生活，因此不少人在回国后都丧失了再劳动能力，同时由于歧视和财政负担，不被日本家庭接受，也造成了遗华日侨与日本家庭的隔閡。日本家庭拒绝援助遗华日侨，使他们的生计很艰难，每月只能领受政府的救济金，目前許多遗华日侨仍生活在日本社会的底层，难以适应日本社会的正常生活，这些遗孤后代就和当地华人黑社会一同犯罪，怒羅權等以遗华日侨為核心的不良社團亦因此形成。她们带回去的子女，因为中日两国文化不同，也很难适应日本学校的学习。因此许多遗华日侨就日本帝國政府在二战前和战时鼓励日本人迁往满洲国居住，并且制定国策移民计划（满蒙开拓移民）之事，控告日本政府没有提供足够的援助，并要求道歉和赔偿。
2006年12月1日，神户地方法院就65名遗留中国的日本战争孤儿要求日本政府赔偿一案作出判决，判其中61人的诉讼请求勝訴，以政府违反法律限制孤儿回国、回国后也没有对他们履行使其独立生活的援助义务为由，判定政府必須向每名原告支付660万至2,300万日元不等，共计4.686亿日元的国家赔偿。另外的4名原告由於超出20年的诉讼有效期，失去了赔偿请求权，因此被法院驳回他们的赔偿请求。

### 聚居地
- 東京都江東區東陽町
- 京都府京都市伏见区深草
- 兵庫縣神戶市垂水區
- 千葉縣千葉市美濱區高濱團地
- 北海道札幌市手稻區前田公園團地
- 北海道札幌市厚別區紅葉台團地

## 著名人士
- 阿部力 - 藝人
- 矢板明夫 - 產經新聞台北支局長，活躍於台灣媒體
- 新津春子 - 著名清潔工

## 相關作品
- 1986年东映特摄剧《超新星闪光人》，该作品的主题发想正是来自1981年的访日调查中使社会大众关心的“留居中国的日本人孤儿”议题。
- 1992年央視電視劇《离别广岛的日子》
- 1995年日本NHK电视台电视剧《大地之子》
- 2009年日本NHK电视台电视剧《遥远的羁绊》，改编自城户久枝的纪实小说《远离那场战争》
- 2014年日本電影《中國、日本 我的國家》（中国・日本 わたしの国）
- 2014年香港電台節目: 華人移民史 第三集：日本遺孤
- 2015年日本TBS电视《紅十字女護士》
- 2021年中日合拍电影《又见奈良》
- 嚴歌苓創作的長篇小說《小姨多鶴》
  - 由同名小說改編而來的電視劇《小姨多鶴》
- 中脇初枝創作的小說《海角天涯的孩子》